# Treći lateranski sabor
Treći lateranski sabor je ekumenski sabor, kojeg priznaje Katolička Crkva. Sazvao ga je papa Aleksandar III. u ožujku 1179. Sudjelovala su 302 biskupa. 
Sabor je zasijedao nedugo nakon pobjede pape u sporu s Fridrikom I. Barbarossom, a jedan od njegovih ciljeva bio je da donose odluke u vezi protupape. Tijekom tri zasjedanja (5., 14. i 19. ožujka) odlučeno je da se ekskomuniciraju katari i njihovi zaštitnici.
Ključna odluka Trećeg lateranskog sabora bilo je uvođenje novih pravila prilikom izbora pape. Utvrdili su, da je za izbor pape potrebna dvotrećinska većina glasova kardinala. 